# Benedetto de Principato
Benedetto (o Betto) de Principato, noto come Betto da Lipari (Lipari, XIV secolo – XV secolo), è stato un nobile, condottiero e ammiraglio italiano, conte di Policastro.

## Biografia
Appartenente al ramo siciliano della famiglia dei Principato, fu legato per tutta la vita agli Angiò-Durazzo, sovrani del Regno di Napoli.
Il 3 settembre 1406 il Re Ladislao d'Angiò-Durazzo gli donò la Contea di Policastro e dopo la presa di Roma, avvenuta nel 1409, lo creò castellano di Castel Sant'Angelo. Nell'ottobre dello stesso anno Betto si scontrò con Paolo Orsini in Vaticano. Questi passato dalla parte degli angioini contro i Durazzo, nel tentativo di riprendere Roma, attestatosi a Castel del Valca, irruppe in Vaticano con 300 lance e 200 fanti, bruciò la porta dell'ospedale di Santo Spirito e nella battaglia riuscì a catturare alcuni armigeri. Definito dallo storico Angelo di Costanzo «eccellente nelle guerre di mare», il 19 maggio 1411, schierato nell'esercito di Ladislao, prese parte alla fallimentare battaglia di Roccasecca, venendo fatto prigioniero. Liberato dietro riscatto, partecipò all'occupazione dell'Umbria e dello Stato Pontificio, durante la quale vinse con l'ingegno uno scontro militare lanciando sui nemici dei carciofi al posto delle normali munizioni, che erano state esaurite, ragion per cui la sua famiglia in memoria di tale episodio inserì nel proprio stemma tale ortaggio. Era sempre con Ladislao quando questi convalescente fu riportato via mare a Napoli, dove morì quattro giorni dopo il suo arrivo, il 6 agosto 1414. Poco prima di morire, il sovrano aveva affidato a Betto, «suo fidatissimo famigliare», la custodia dei traditori Paolo ed Orso Orsini.
Nel 1416 la Regina Giovanna II d'Angiò-Durazzo gli concesse i feudi di Lagonegro, Lauria, Rivello e Tortorella e l'anno successivo (1417) lo ammise tra i baroni del suo Consiglio. "Barone ricco", più volte prestò ingenti somme alla Corona. Betto era anche proprietario di galee da guerra, a cui la Regina Giovanna ricorse più volte, come nel 1420, quando dovette fronteggiare il rivale Luigi III d'Angiò-Valois.
Fu padre di Nicola, vescovo di Policastro dal 1430 al 1438, e Polissena, moglie di Arteluche d'Alagonia, che nel 1442 seguì il Re Renato d'Angiò-Valois nel suo esilio in Francia, ricevendo in cambio dei feudi persi in Italia la signoria di Meyrargues in Provenza.